# Валлізеллен
Валлізеллен (нім. Wallisellen) — місто  в Швейцарії в кантоні Цюрих, округ Бюлах.

## Географія
Місто розташоване на відстані близько 105 км на північний схід від Берна, 6 км на північний схід від Цюриха.
Валлізеллен має площу 6,4 км², з яких на 56,7% дозволяється будівництво (житлове та будівництво доріг), 21,1% використовуються в сільськогосподарських цілях, 21,1% зайнято лісами, 1,1% не є продуктивними (річки, льодовики або гори).

## Демографія
2019 року в місті мешкало 16 841 особа (+23,3% порівняно з 2010 роком), іноземців було 31%. Густота населення становила 2623 осіб/км².
За віковим діапазоном населення розподілялося таким чином: 19,2% — особи молодші 20 років, 65,1% — особи у віці 20—64 років, 15,8% — особи у віці 65 років та старші. Було 7663 помешкань (у середньому 2,2 особи в помешканні).
Із загальної кількості 20 325 працюючих 18 було зайнятих в первинному секторі, 3060 — в обробній промисловості, 17 247 — в галузі послуг.